# Konrad Junghänel
Pour les articles homonymes, voir Junghänel.
Konrad Junghänel (27 février 1953) est un luthiste et chef d'orchestre allemand, spécialisé dans le domaine de l'interprétation historiquement informée et le fondateur et directeur de l'ensemble vocal Cantus Cölln.

## Carrière
Junghänel étudie à la Hochschule für Musik de Cologne. Il donne des récitals à l'échelle internationale et collabore avec des ensembles tels que Les Arts Florissants, La Petite Bande, Musica Antiqua Köln et l'ensemble baroque Tafelmusik. En tant que luthiste, il a enregistré des œuvres de Jacques Bittner en 1984. Il est particulièrement connu pour ses récitals de luth de Jean-Sébastien Bach et de Sylvius Leopold Weiss. Il a reçu le prix de la critique allemande pour son enregistrement en solo de Weiss en 1985. Il a collaboré avec le contre-ténor René Jacobs et le Concerto vocale avec lequel  il a enregistré  en 1977/78 pour le label Harmonia Mundi Un Office des morts (leçons et répons des Ténèbres) de Marc-Antoine Charpentier. Il a collaboré avec le gambiste Wieland Kuijken, il a également joué du théorbe et du chitarrone.
En 1987, Junghänel fonde l'ensemble vocal Cantus Cölln, qu'il dirige depuis. De nombreux enregistrements du Cantus Cölln, ont reçu une reconnaissance internationale. Ils ont enregistré, entre autres, Monteverdi (Vespro della Beata Vergine), Dieterich Buxtehude (Membra Jesu Nostri), des cantates sacrées (Geistliche Kantaten) et Johann Rosenmüller (Vêpres, Weihnachtshistorie et Concerts sacrés). En 1989, ils ont enregistré des Psaumes, Motets et des Concertos d'Heinrich Schütz, avec le Knabenchor Hanovre et les chanteurs Johanna Koslowsky, Maria Cristina Kiehr, Heike Halaschka, David Cordier, Herbert Klein, Andreas Scholl, Wilfried Jochens, Gerd Türk, Frans-Josef Selig et Stephan Schreckenberger. En 2000, ils ont enregistré les premières cantates de Bach : Weinen, Klagen, Sorgen, Zagen, BWV 12, l’Actus Tragicus, Der Herr denket un uns, BWV 196 et Christ lag in Todesbanden, BWV 4, avec des chanteurs Koslowsky, Elisabeth Popien, Jochens, Türk et Schreckenberger. En 2002, ils ont remporté le Gramophone Award dans la catégorie « Baroque Vocal » pour le premier enregistrement complet du Selva selva morale e spirituale de Monteverdi, accompagné par le Concerto Palatino,. Suivant le concept de Joshua Rifkin d'un chanteur sur une partie, ils ont enregistré, en 2003, la Messe en si mineur de Bach, avec une dizaine de chanteurs, un sur chaque partie pour une section de six et à huit mouvements, mais deux de chaque partie pour la plupart des mouvements à quatre et cinq parties. Junghänel a participé à plus de cent enregistrements avec Deutsche Harmonia Mundi, Harmonia Mundi, EMI, Accent et Deutsche Grammophon/Archiv Produktion.
Junghänel est professeur à la Hochschule für Musik de Cologne en 1994. Il a dirigé l'opéra, entre autres, au Théâtre de Bâle, au Staatsoper de Hambourg, au Staatsoper de Hanovre et au Staatsoper de Stuttgart, à l'Opéra de Cologne, à l'Opéra comique de Berlin, au Deutsche Oper am Rhein et au Staatstheater de Sarrebruck. Il a collaboré avec metteurs en scène tels que Herbert Wernicke, Nigel Lowery, Karin Beier et Calixto Bieito. Depuis la saison 2009/2010, Junghänel a collaboré avec Uwe Eric Laufenberg à l'Opéra de Cologne. En 2012, il a dirigé de l'opéra de Georg Friedrich Haendel, Xerxès à la Komische Oper de Berlin, dirigé par Stefan Herheim, avec Stella Doufexis dans le rôle-titre.